# Rukłe
Rukłe (lit. Rukla) – miasteczko na Litwie, w okręgu kowieńskim, w rejonie janowskim, siedziba gminy Rukłe; kościół, szkoła, urząd pocztowy.